# Emanuel Nobel

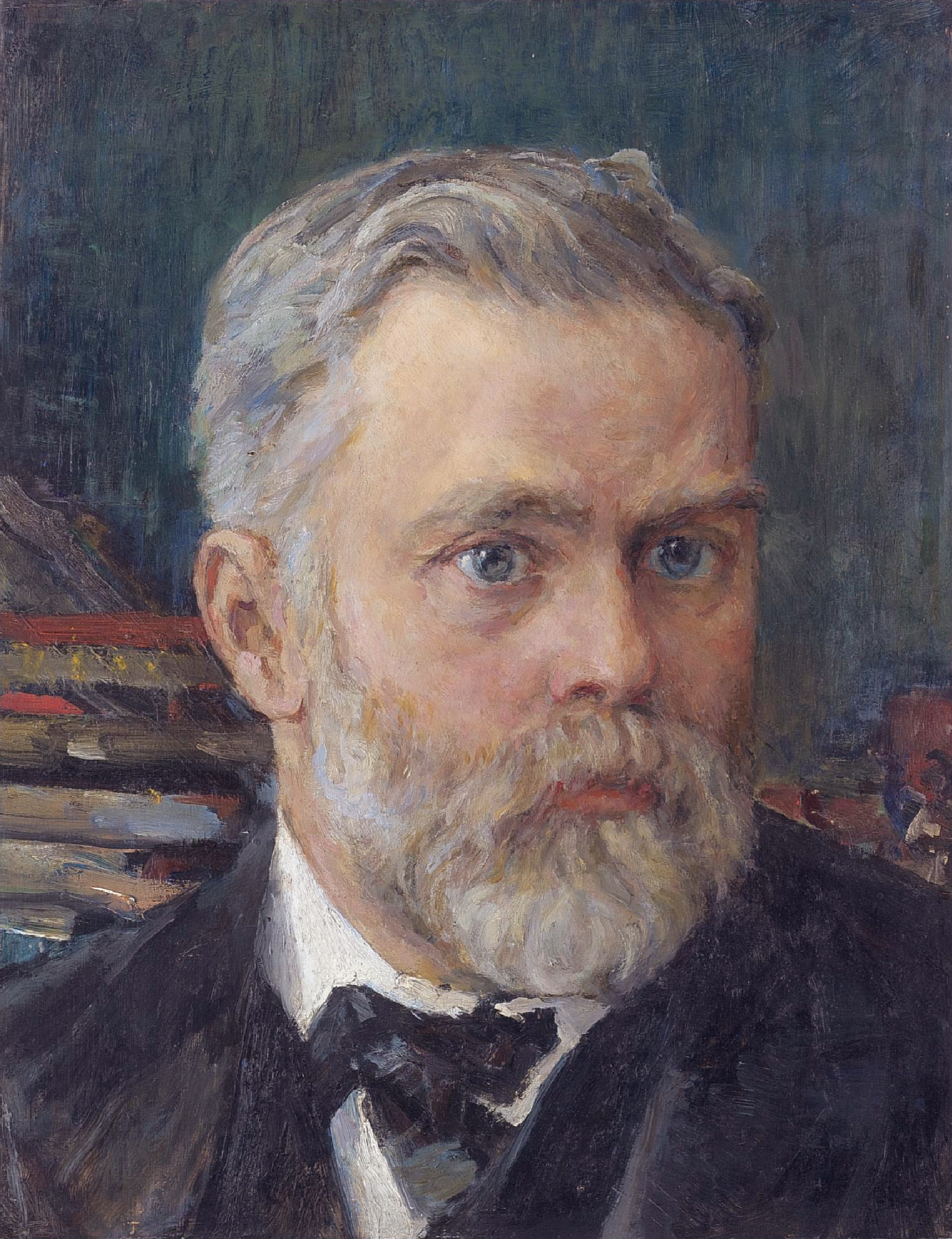
Emanuel Nobel

Emanuel Nobel (* 23. Juni 1859 in Sankt Petersburg; † 31. Mai 1932 in Schweden) war ein schwedisch-russischer Ölmagnat und Industrieller. Er war ein Enkel Immanuel Nobels und ältester Sohn Ludvig Nobels, des Bruders Alfred Nobels.

## Leben
Die Familie Nobel gehörte zu den reichsten Industriellen in Europa und der Welt. Emanuel Nobel übernahm die Leitung des größten europäischen Ölkonzerns Branobel mit Sitz in Baku nach dem Tod seines Vaters 1888. Ähnlich wie er war Emanuel ein sehr fortschrittlicher Unternehmer und beschloss den Bau der ersten Pipeline in Russland sowie des weltweit ersten Öltankers und der ersten Kesselwagen.
1898 unterzeichnete er einen Lizenzvertrag mit Rudolf Diesel und schuf die weltweit ersten Dieselmotorenwerke in Sankt Petersburg, wo Dieselmotoren für seine Öltanker (siehe z. B. Vandal) hergestellt wurden. Er leitete seinen Konzern, bis er im Sommer 1918 – nach der Oktoberrevolution – Russland verlassen musste.
Nobel galt als eine dominante Persönlichkeit in der globalen Ölindustrie seiner Zeit. In den Jahren 1891 bis 1918 gehörte er dem Vorstand der Russischen Staatsbank an. Nach der Flucht aus Russland zog er sich aus dem Geschäftsleben zurück.
Emanuel Nobel trug wesentlich dazu bei, dass das Testament seines Onkels Alfred Nobel umgesetzt und die Nobel-Stiftung gegründet wurde. Er galt als großer Kunstliebhaber, der Großteil seiner in Russland zurückgelassenen Sammlung wurde im Winterkrieg 1940 zerstört.

## Persönliches
Emanuel Nobel blieb Zeit seines Lebens unverheiratet.
Ende Mai 1932 verstarb er im Alter von 72 Jahren in Schweden.